# Кубок Польщі з футболу 1977—1978
Кубок Польщі з футболу 1977–1978 — 24-й розіграш кубкового футбольного турніру в Польщі. Титул вдруге поспіль здобув Заглембє (Сосновець).

## Календар
| Раунд        | Матчі | Клуби   |
| ------------ | ----- | ------- |
| Перший раунд | 16    | 62 → 46 |
| Другий раунд | 14    | 46 → 32 |
| 1/16 фіналу  | 16    | 32 → 16 |
| 1/8 фіналу   | 8     | 16 → 8  |
| 1/4 фіналу   | 4     | 8 → 4   |
| 1/2 фіналу   | 2     | 4 → 2   |
| Фінал        | 1     | 2 → 1   |

## Перший раунд
| Команда 1                           | Рахунок      | Команда 2              |
| ----------------------------------- | ------------ | ---------------------- |
| РОВ (Рибник)                        | 2:1          | Унія (Тарнув)          |
| Балтик (Гдиня)                      | 1:0          | Ураня (Руда-Шльонська) |
| Сталь (Ряшів)                       | 2:1          | Мото (Єльч Олава)      |
| Олімпія (Познань)                   | 0:1          | Заглембє (Валбжих)     |
| Стар (Стараховіце)                  | 3:1          | Полонія (Бидгощ)       |
| Віслока (Дембиця)                   | 2:0          | Спарта (Забже)         |
| ГКС (Катовиці)                      | 1:2          | ГКС (Тихи)             |
| П'яст (Гливиці)                     | 2:1          | Олімпія (Ельблонг)     |
| Арконія (Щецин)                     | 1:0 дч       | Гвардія (Кошалін)      |
| БКС Сталь (Бельсько-Бяла)           | 3:1          | Ягеллонія (Білосток)   |
| Сталь (Стальова Воля)               | 2:0          | Лехія (Гданськ)        |
| Сярка (Тарнобжег)                   | 0:1 дч       | Гутник (Краків)        |
| Гурник (Валбжих)                    | 2:1          | Гвардія (Варшава)      |
| Авіа (Свідник)                      | 1:0          | РКС Урсус              |
| Конкордія (Пйотркув-Трибунальський) | 4:0          | Сточньовец (Гданськ)   |
| Малапанев (Озімек)                  | 1:1 пен. 5:3 | Мотор (Люблін)         |

## Другий раунд
| Команда 1                 | Рахунок      | Команда 2                           |
| ------------------------- | ------------ | ----------------------------------- |
| Підляшшя (Біла Підляська) | 3:0          | БКС Сталь (Бельсько-Бяла)           |
| Чарні (Жагань)            | 0:1          | Гутник (Краків)                     |
| ЯКС 1909 Ярослав          | 1:2          | П'яст (Гливиці)                     |
| Сярка-2 (Тарнобжег)       | 0:6          | РОВ (Рибник)                        |
| Фармацья (Тархомин)       | 1:4          | Балтик (Гдиня)                      |
| Гарбарня (Краків)         | 0:2          | Сталь (Ряшів)                       |
| РКС Блонє                 | 1:2          | Заглембє (Валбжих)                  |
| Варта (Серадз)            | 1:8          | Стар (Стараховіце)                  |
| Сталь (Щецин)             | 2:2 пен. 2:4 | Арконія (Щецин)                     |
| Гриф (Слупськ)            | 1:0          | Сталь (Стальова Воля)               |
| Вісла (Плоцьк)            | 2:3 дч       | Гурник (Валбжих)                    |
| Заглембє (Любін)          | 1:0          | Авіа (Свідник)                      |
| Старт (Олесно)            | 1:3          | Конкордія (Пйотркув-Трибунальський) |
| МРКС Гданськ              | 1:3          | Малапанев (Озімек)                  |
| Віслока (Дембиця)         | -:+          | ГКС (Тихи)                          |

## 1/16 фіналу
| Команда 1                           | Рахунок      | Команда 2            |
| ----------------------------------- | ------------ | -------------------- |
| Одра (Водзіслав-Шльонський)         | 2:1          | Рух (Хожув)          |
| Балтик (Гдиня)                      | 3:0          | Погонь (Щецин)       |
| Заглембє (Любін)                    | 0:1 дч       | Заглембє (Сосновець) |
| Гурник (Валбжих)                    | 2:1          | Полонія (Битом)      |
| П'яст (Гливиці)                     | 3:0          | ЛКС (Лодзь)          |
| Сталь (Ряшів)                       | 0:4          | Гурник (Забже)       |
| Конкордія (Пйотркув-Трибунальський) | 0:3          | Завіша (Бидгощ)      |
| Гутник (Краків)                     | 2:4          | Шомберки (Битом)     |
| Арконія (Щецин)                     | 0:1          | Лех (Познань)        |
| Гриф (Слупськ)                      | 0:0 пен. 5:3 | Арка (Гдиня)         |
| РОВ (Рибник)                        | 1:1 пен. 1:2 | Одра (Ополе)         |
| Малапанев (Озімек)                  | 0:0 пен. 6:7 | Відзев (Лодзь)       |
| ГКС (Тихи)                          | 0:0 пен. 3:5 | Вісла (Краків)       |
| Стар (Стараховіце)                  | 0:1          | Сталь (Мелець)       |
| Підляшшя (Біла Підляська)           | 0:1          | Легія (Варшава)      |
| Заглембє (Валбжих)                  | 3:3 пен. 2:3 | Шльонськ (Вроцлав)   |

## 1/8 фіналу
| Команда 1                   | Рахунок | Команда 2            |
| --------------------------- | ------- | -------------------- |
| Одра (Водзіслав-Шльонський) | 4:2     | Гурник (Забже)       |
| Гурник (Валбжих)            | 1:2     | Заглембє (Сосновець) |
| П'яст (Гливиці)             | 1:0 дч  | Сталь (Мелець)       |
| Лех (Познань)               | 1:0     | Завіша (Бидгощ)      |
| Відзев (Лодзь)              | 3:0     | Шомберки (Битом)     |
| Шльонськ (Вроцлав)          | 2:0     | Одра (Ополе)         |
| Балтик (Гдиня)              | 1:2     | Вісла (Краків)       |
| Гриф (Слупськ)              | 0:3     | Легія (Варшава)      |

## 1/4 фіналу
| Команда 1            | Рахунок | Команда 2                   |
| -------------------- | ------- | --------------------------- |
| П'яст (Гливиці)      | 2:1     | Одра (Водзіслав-Шльонський) |
| Легія (Варшава)      | 2:1     | Відзев (Лодзь)              |
| Заглембє (Сосновець) | 1:0 дч  | Шльонськ (Вроцлав)          |
| Вісла (Краків)       | 1:3 дч  | Лех (Познань)               |

## 1/2 фіналу
| Команда 1       | Рахунок      | Команда 2            |
| --------------- | ------------ | -------------------- |
| П'яст (Гливиці) | 3:1          | Лех (Познань)        |
| Легія (Варшава) | 1:1 пен. 3:5 | Заглембє (Сосновець) |

## Фінал
| 6 травня 1978 |

| Заглембє (Сосновець) | 2:0      | П'яст (Гливиці) |
| -------------------- | -------- | --------------- |
| Мазур 27' Єндрас 60' | Протокол |                 |

| Сілезький стадіон, Хожув Глядачів: 5 000 Арбітр: Зиґмунт Стахура |